# Andrea Hahmann

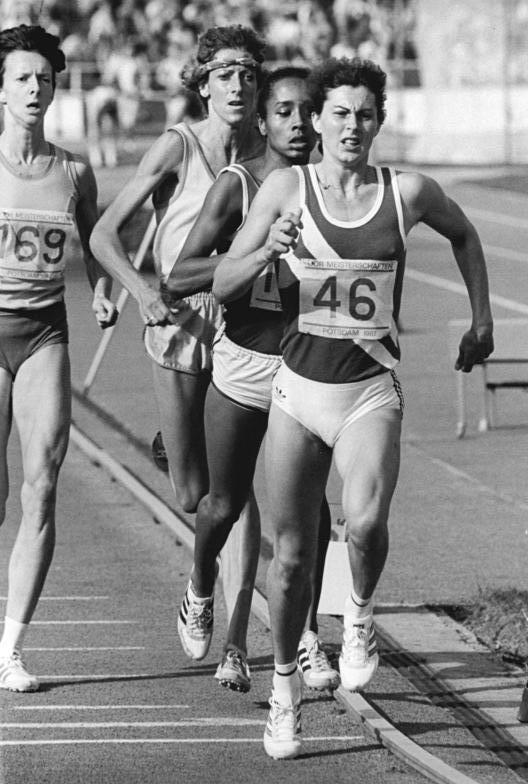
Andrea Lange (erster von links) mit Ulrike Bruns (zweiter von links), Yvonne Grabner (zweiter von rechts) und Hildegard Körner (erster von rechts) im Jahr 1987

Andrea Hahmann (* 3. Juni 1966 in Ludwigsfelde als Andrea Lange) ist eine ehemalige deutsche Mittel- und Langstreckenläuferin, die in den 1980er-Jahren für die DDR startete.
1987 und 1988 wurde sie DDR-Vizemeisterin über 1500 Meter im Freien sowie 1988 in der Halle. Ihren einzigen DDR-Meistertitel gewann sie 1990 in der Halle im 3000-Meter-Lauf.
Bei den Leichtathletik-Weltmeisterschaften 1987 wurde sie Fünfte über 1500 Meter. Im Jahr darauf lag sie bei den Olympischen Spielen in Seoul über dieselbe Distanz eingangs der Zielgeraden auf dem zweiten Platz, fiel dann aber auf den sechsten Rang zurück.
Bei den Leichtathletik-Halleneuropameisterschaften 1990 in Glasgow gewann sie die Bronzemedaille über 3000 Meter.
Andrea Hahmann startete für den ASK Vorwärts Potsdam.

## Persönliche Bestzeiten
- 800 m: 1:57,31 min, 11. Juni 1987, Neubrandenburg
  - Halle: 2:01,88 min, 19. Februar 1988, Berlin
- 1500 m: 4:00,07 min, 22. August 1987, Potsdam
  - Halle: 4:05,15 min, 10. Februar 1988, Turin
- 3000 m: 8:50,94 min, 3. Juni 1988, Jena
  - Halle: 8:45,00 min, 13. Februar 1988, Wien